# Avenas
Avenas korábbi község (település) Franciaországban, Rhône megyében. 2019. január 1-jén Monsols, Ouroux, Saint-Christophe, Saint-Jacques-des-Arrêts, Saint-Mamert és Trades községekkel egyesült és az így létrejött Deux-Grosnes új község része lett.
Lakosainak száma 125 fő (2018. január 1.). Avenas Chiroubles, Ouroux, Régnié-Durette, Vauxrenard, Villié-Morgon, Les Ardillats, Beaujeu és Lantignié községekkel határos.

## Népesség
A település népességének változása:
| Lakosok száma | 128  | 123  | 126  | 116  | 125  |
|               | 2013 | 2015 | 2016 | 2017 | 2018 |